# Championnat de Belgique de football 1900-1901
Navigation
Saison précédente Saison suivante
Le championnat de Belgique de football 1900-1901 est la sixième saison du championnat de première division belge. Il prend le nom de « Division d'Honneur », qui restera d'usage durant un demi-siècle. Le championnat revient à un système de poule unique, car il n'y a plus que deux équipes brugeoises dans le « Groupe Flandres », le FC Brugeois et le CS Brugeois.
Deux nouveaux clubs font leur apparition en championnat, le Verviers FC, un des fondateurs de la Fédération qui participe au championnat de « Division 2 » avec les équipes réserves depuis trois ans, et le Beerschot AC, un club fondé récemment dans la métropole anversoise, composé majoritairement d'anciens joueurs de l'Antwerp, qui n'aligne pas d'équipe cette saison.
Le Beerschot justement lutte toute la saison pour le titre, mais ne peut finalement pas empêcher le Racing Club de Bruxelles de décrocher son troisième titre, le deuxième consécutif.

## Clubs participants
Neuf clubs prennent part à la compétition, c'est un de moins que lors de l'édition précédente. Ceux dont le matricule est mis en gras existent toujours aujourd'hui. Le " United Sport's Club" devait être le dixième mais est suspendu (in :"La Meuse" du 26 septembre 1900). 
| # | Nom                                  | Mat. | Ville     | Terrain                               | En D1 depuis (série) | Total en D1 | Saison précédente |
| - | ------------------------------------ | ---- | --------- | ------------------------------------- | -------------------- | ----------- | ----------------- |
| 1 | Beerschot Athletic Club              | 13   | Anvers    | Kiel                                  | 1900-1901 (1re)      | 1re         | N/A               |
| 2 | Cercle Sportif Brugeois              | 12   | Bruges    | près de l'école St-François-Xavier    | 1899-1900 (2e)       | 2e          | Série B : 2e      |
| 3 | Football Club Brugeois               | 3    | Bruges    | Het Ratteplein                        | 1898-1899 (3e)       | 4e          | 2e                |
| 4 | Athletic & Running Club de Bruxelles | N/A  | Uccle     | ?                                     | 1896-1897 (5e)       | 5e          | Série A : 3e      |
| 5 | Léopold Club de Bruxelles            | 5    | Ixelles   | Chaussée de Waterloo, 513             | 1895-1896 (6e)       | 6e          | Série A : 5e      |
| 6 | Racing Club de Bruxelles             | 6    | Uccle     | site de Longchamps (ancien Vélodrome) | 1895-1896 (6e)       | 6e          | 1er               |
| 7 | Skill Football Club de Bruxelles     | N/A  | Molenbeek | Plateau de Koekelbergh                | 1899-1900 (2e)       | 2e          | Série A : 6e      |
| 8 | Football Club Liégeois               | 4    | Cointe    | Plaine du Champ d'Oiseaux             | 1895-1896 (6e)       | 6e          | Série A : 4e      |
| 9 | Verviers Football Club               | 8    | Verviers  | Vélodrome de Seroulle                 | 1900-1901 (1re)      | 1re         | N/A               |

### Localisations
| Beerschot AC Bruxelles FC Brugeois CS Brugeois FC Liégeois Verviers FC |

#### Localisation des clubs bruxellois
les 4 cercles bruxellois sont :
Léopold CB
Racing CB 
Skill FC (localisation incertaine)
A&RC Bruxelles (localisation incertaine)

## Résultats
Les neuf équipes sont donc au départ d'un championnat prévoyant un total record de 72 rencontres. Dans les faits, il n'y en a que 64 qui sont jouées, les 8 autres étant annulées à la suite du forfait d'une des deux équipes, dont 5 en fin de saison. À lui seul, le FC Liégeois renonce à quatre de ses huit déplacements.

### Résultats des rencontres
| Résultats (▼dom., ►ext.)                                   | BEE | CSB  | FCB  | ARC | LEO | RAC | SKI  | FCL  | VER  |
| Beerschot AC                                               |     | 10-2 | 2-0  | 1-0 | 2-1 | 2-2 | 5-3  | 5-0F | 2-0  |
| CS Brugeois                                                | 0-3 |      | 0-0  | 3-3 | 0-1 | 1-2 | 1-1  | 4-1  | 1-2  |
| FC Brugeois                                                | 0-3 | 2-2  |      | 2-0 | 0-1 | 1-4 | 5-0F | 2-2  | 2-3  |
| Athletic & Running CB                                      | 3-1 | 6-0  | 9-0  |     | 1-1 | 1-1 | 2-2  | 5-0F | 1-0  |
| Léopold CB                                                 | 3-2 | 3-1  | 6-1  | 3-5 |     | 0-0 | 3-1  | 6-0  | 5-0F |
| Racing CB                                                  | 1-1 | 4-1  | 5-0F | 4-0 | 1-1 |     | 5-0F | 5-0F | 8-0  |
| Skill FC Bruxelles                                         | 3-3 | 7-0  | 7-0  | 3-2 | 2-3 | 1-4 |      | 5-0F | 4-2  |
| FC Liégeois                                                | 2-4 | 3-0  | 0-0  | 3-2 | 3-1 | 2-2 | 2-0  |      | 3-2  |
| Verviers FC                                                | 1-6 | 5-0F | 1-0  | 2-4 | 1-4 | 0-6 | 3-2  | 2-1  |      |
| - Victoire à domicile - Match nul - Victoire à l'extérieur |     |      |      |     |     |     |      |      |      |

- 5-0F = Forfait, score de forfait infligé car l'équipe décrétée perdante ne s'est pas déplacée ou ne s'est pas présentée.

### Classement final
| Rang | Équipe                | Pts | J  | G  | N | P  | Bp | Bc | Diff |
| ---- | --------------------- | --- | -- | -- | - | -- | -- | -- | ---- |
| 1    | RACING CB T           | 26  | 16 | 10 | 6 | 0  | 39 | 11 | +28  |
| 2    | Beerschot AC          | 25  | 16 | 11 | 3 | 2  | 47 | 21 | +26  |
| 3    | Léopold CB            | 23  | 16 | 10 | 3 | 3  | 37 | 20 | +17  |
| 4    | Athletic & Running CB | 18  | 16 | 7  | 4 | 5  | 39 | 26 | +13  |
| 5    | Skill FC Bruxelles    | 13  | 16 | 5  | 3 | 8  | 36 | 30 | +6   |
| 6    | FC Liégeois           | 13  | 16 | 5  | 3 | 8  | 22 | 25 | -3   |
| 7    | Verviers FC           | 12  | 16 | 6  | 0 | 10 | 19 | 44 | -25  |
| 8    | FC Brugeois           | 8   | 16 | 2  | 4 | 10 | 10 | 40 | -30  |
| 9    | CS Brugeois           | 6   | 16 | 1  | 4 | 11 | 16 | 48 | -32  |

Légende
- Champion de Belgique 1901
- Club qualifié pour la finale du championnat
- Club devant disputer un tes-match pour se qualifier pour la finale du championnat
- Clubs ayant choisi de ne pas se présenter la saison suivante

Abréviations
T : Tenant du titre 1900

 : nouveau venu depuis la saison précédente

### Meilleur buteur
Herbert Potts (Beerschot AC) : 26 buts. Il est le quatrième joueur sacré meilleur buteur, le troisième anglais, et le premier du Beerschot.

## Compétitions inférieures
Comme les saisons précédentes, un championnat pour les équipes réserves et quelques clubs débutants est organisé. À partir de cette saison, il est disputé en deux tours distincts, qui portent les noms respectivement de « Division 2 » et « Division 1 ». Le nombre de plus en plus important d'équipes engagées fait que le premier tour est joué en six poules géographiques. Les six vainqueurs se rencontrent alors dans une phase à élimination directe. Cette compétition est remportée haut la main par l'Union Saint-Gilloise, qui enchaîne les victoires sur des scores très élevés. Ces résultats probants poussent l'Union Belge à accepter le club saint-gillois en Division d'Honneur pour la saison prochaine.

### «Division 2»
La Division 2 concerne cette saison 22 clubs, répartis dans six groupes géographiques, dont deux pour les équipes brabançonnes.

#### Groupe Anvers
Aucun match n'est joué dans ce groupe, le Beerschot AC n'alignant finalement pas d'équipe réserves. C'est donc l'Antwerp FC qui se qualifie sans jouer pour la « Division 1 ».
| Rang | Équipe            | Pts | J | G | N | P | Bp | Bc | Diff |
| ---- | ----------------- | --- | - | - | - | - | -- | -- | ---- |
| 1    | Antwerp FC        | 0   | 0 | 0 | 0 | 0 | 0  | 0  | 0    |
| 2    | Rés. Beerschot AC | 0   | 0 | 0 | 0 | 0 | 0  | 0  | 0    |

#### Groupe Brabant
Au vu du nombre important de clubs bruxellois inscrits, les équipes de la province de Brabant sont réparties en deux groupes, selon des critères que l'on ignore. Les deux premiers de chaque groupe disputent ensuite des matches de barrage croisés (le premier d'un groupe contre le deuxième de l'autre), dont les deux vainqueurs se qualifient pour la « Division 1 ».

##### Groupe Brabant A
Dans le Groupe A, les réserves du Racing CB et celles du Léopold CB devancent largement leurs concurrents et se qualifient pour les barrages.
| Rang | Équipe                     | Pts | J  | G | N | P  | Bp | Bc | Diff |
| ---- | -------------------------- | --- | -- | - | - | -- | -- | -- | ---- |
| 1    | Rés. Racing CB             | 17  | 10 | 8 | 1 | 1  | 29 | 14 | +15  |
| 2    | Rés. Léopold CB            | 16  | 10 | 8 | 0 | 2  | 36 | 8  | +28  |
| 3    | Rés. Athletic & Running CB | 11  | 10 | 5 | 1 | 4  | 7  | 14 | -7   |
| 4    | US Bruxelloise             | 8   | 10 | 3 | 2 | 5  | 5  | 19 | -14  |
| 5    | CS Schaerbeek              | 8   | 10 | 4 | 0 | 6  | 13 | 28 | -15  |
| 6    | United Sports Club         | 0   | 10 | 0 | 0 | 10 | 1  | 9  | -8   |

Le CS Schaerbeek qui participe à cette compétition est un précurseur du futur Club Sportif de Schaerbeek, créé en 1912.

##### Groupe Brabant B
Dans le Groupe B, l'Union Saint-Gilloise domine les débats et finit largement en tête. Un autre futur grand l'accompagne aux barrages, le Daring Brussels FC. Pour la première fois, un club brabançon non-bruxellois participe à la compétition, le Sporting Club de Louvain.
| Rang | Équipe                  | Pts | J | G | N | P | Bp | Bc | Diff |
| ---- | ----------------------- | --- | - | - | - | - | -- | -- | ---- |
| 1    | Union Saint-Gilloise    | 15  | 8 | 7 | 1 | 0 | 32 | 12 | +20  |
| 2    | Daring Brussels FC      | 9   | 8 | 4 | 1 | 3 | 23 | 16 | +7   |
| 3    | Olympia CB              | 7   | 8 | 3 | 1 | 4 | 15 | 29 | -14  |
| 4    | SC de Louvain           | 6   | 8 | 1 | 4 | 3 | 11 | 22 | -11  |
| 5    | Rés. Skill FC Bruxelles | 3   | 8 | 1 | 1 | 6 | 17 | 19 | -2   |

##### Barrages
Les deux vainqueurs de groupe rencontrent le deuxième de l'autre groupe en un match simple, disputé sur terrain neutre. Les deux clubs issus du Groupe B, l'Union Saint-Gilloise et le Daring, remportent leurs confrontations face aux réserves du Léopold et du Racing, et se qualifient donc pour la « Division 1 ».
| Match                                                 | Résultat |
| ----------------------------------------------------- | -------- |
| Union Saint-Gilloise - Rés. Léopold CB                | 5-0      |
| Rés. Racing CB - Daring Bruxelles FC                  | 2-3      |
| Union Saint-Gilloise et Daring Bruxelles FC qualifiés |          |

#### Groupe Flandres
Le Racing Club de Gand devance les équipes réserves brugeoises et le FC Courtraisien, qui déclare forfait pour l'ensemble de ses matches. Ce dernier est, selon plusieurs sources, le même club que le Sporting Club Courtraisien qui participe au championnat la saison précédente.
| Rang | Équipe           | Pts | J | G | N | P | Bp | Bc | Diff |
| ---- | ---------------- | --- | - | - | - | - | -- | -- | ---- |
| 1    | RC de Gand       | 10  | 6 | 6 | 0 | 1 | 8  | 4  | +4   |
| 2    | Rés. FC Brugeois | 8   | 6 | 4 | 0 | 2 | 3  | 2  | +1   |
| 3    | Rés. CS Brugeois | 6   | 6 | 3 | 0 | 3 | 3  | 8  | -5   |
| 4    | FC Courtraisien  | 0   | 6 | 0 | 0 | 6 | 0  | 0  | 0    |

#### Groupe Liège
Avec l'acceptation du Verviers FC dans le championnat « officiel », un nouveau club de la cité lainière participe à la Division 2, le Stade Wallon Verviers. Le Spa Football Club est également inscrit, mais déclare finalement forfait avant le début de la saison. Le Stade Wallon Verviers et les réserves du FC Liégeois remportent chacun un match, ce qui donne lieu à un test-match pour les départager, remporté par les réserves liégeoises.
| Rang | Équipe                | Pts | J | G | N | P | Bp | Bc | Diff |
| ---- | --------------------- | --- | - | - | - | - | -- | -- | ---- |
| 1    | Rés. FC Liégeois      | 2   | 2 | 1 | 0 | 1 | 5  | 5  | 0    |
| 2    | Stade Wallon Verviers | 2   | 2 | 1 | 0 | 1 | 5  | 5  | 0    |
| 3    | Spa FC                | 0   | 0 | 0 | 0 | 0 | 0  | 0  | 0    |

##### Test-match
Un test-match sur terrain neutre est organisé pour départager les deux équipes. Les réserves du FC Liégeois l'emportent et se qualifient pour la « Division 1 ».
| Match                                    | Résultat |
| ---------------------------------------- | -------- |
| Rés. FC Liégeois - Stade Wallon Verviers | 6-2      |
| Rés. FC Liégeois qualifié                |          |

#### Groupe Namur
Pour la première fois, des équipes de la province de Namur participent à la Division 2. On ignore les résultats des rencontres mais l'on est certain que le FC Étudiants Gembloux remporte ses deux confrontations avec le Namur FC.
| Rang | Équipe                | Pts | J | G | N | P | Bp | Bc | Diff |
| ---- | --------------------- | --- | - | - | - | - | -- | -- | ---- |
| 1    | FC Étudiants Gembloux | 4   | 2 | 2 | 0 | 0 | 0  | 0  | 0    |
| 2    | Namur FC              | 0   | 2 | 0 | 0 | 2 | 0  | 0  | 0    |

### «Division 1»
La « Division 1 » regroupe les six vainqueurs de groupes géographiques. Elle est organisée dans un système à élimination directe, en un seul match. Les quarts de finale sont joués sur le terrain de la première équipe choisie, tandis que les demi-finales et la finale sont joués sur terrain neutre, dans les installations du Racing CB.
L'Union Saint-Gilloise remporte tous ses matches haut la main, dont la finale où elle écrase le Daring 12 buts à 0. Grâce à ces bons résultats, le club est admis en « Division d'Honneur » à partir de la saison prochaine.
|  | Quarts de finale      | Quarts de finale    |   |                      | Demi-finales        | Demi-finales |  |                      | Finale | Finale |
|  |                       |                     |   |                      |                     |              |  |                      |        |        |
|  |                       |                     |   |                      | Daring Bruxelles FC | 2            |  |                      |        |        |
|  |                       |                     |   |                      | Antwerp FC          | 1            |  |                      |        |        |
|  |                       |                     |   |                      |                     |              |  | Union Saint-Gilloise | 12     |        |
|  |                       | Daring Bruxelles FC | 0 |                      |                     |              |  |                      |        |        |
|  | Union Saint-Gilloise  | 7                   |   |                      |                     |              |  |                      |        |        |
|  | Rés. FC Liégeois      | 2                   |   |                      |                     |              |  |                      |        |        |
|  |                       |                     |   | Union Saint-Gilloise | 6                   |              |  |                      |        |        |
|  |                       | RC de Gand          | 1 |                      |                     |              |  |                      |        |        |
|  | RC de Gand            | 5                   |   |                      |                     |              |  |                      |        |        |
|  | FC Étudiants Gembloux | 0 fft               |   |                      |                     |              |  |                      |        |        |

## Récapitulatif de la saison
- Champion : Racing Club Bruxelles (3e titre)
- Deuxième équipe à remporter trois titres de champion de Belgique
- Troisième titre pour la province de Brabant

| Région flamande (3)             | Région flamande (3) | Province de Brabant (4)      | Province de Brabant (4) | Région wallonne (2)    | Région wallonne (2) |
| ------------------------------- | ------------------- | ---------------------------- | ----------------------- | ---------------------- | ------------------- |
| Province d'Anvers               | 1                   | Région de Bruxelles-Capitale | 4                       | Province de Hainaut    | 0                   |
| Province de Flandre-Occidentale | 2                   | Province du Brabant flamand  | 0                       | Province de Liège      | 2                   |
| Province de Flandre-Orientale   | 0                   | Province du Brabant wallon   | 0                       | Province de Luxembourg | 0                   |
| Province de Limbourg            | 0                   |                              |                         | Province de Namur      | 0                   |

1. ↑  Au niveau footballistique, la province de Brabant est toujours unitaire malgré sa partition territoriale en 1995.

### Admission et relégation
Le règlement de la fédération ne prévoit ni relégation, ni admission automatique de nouveaux clubs. L'intégration de nouvelles équipes se fait sur « invitation ». Avant le début de la saison, la majorité des joueurs de l'Antwerp FC rejoignent le Beerschot AC nouvellement créé. L'Antwerp ne peut aligner une équipe en Division d'Honneur et se retire du championnat, tandis que dans le même temps le Beerschot est admis pour le remplacer. C'est le début d'une longue rivalité entre les deux équipes qui durera jusqu'à la fin du siècle.
Un autre nouveau club fait son apparition en championnat, le Verviers FC. Bien qu'étant un des membres fondateurs de l'Union Belge, le club verviétois n'avait encore participé qu'au championnat des réserves et clubs débutants depuis la saison 1897-1898. Il est le deuxième club wallon à intégrer le championnat national.

### Débuts en séries nationales
Deux clubs donc font leurs débuts en séries nationales. Ils sont les quinzième et seizième clubs différents à y apparaître.
- Le Beerschot AC est le deuxième club de la province d'Anvers à jouer en séries nationales belges.
- Le Verviers FC est le deuxième club de la province de Liège à jouer en séries nationales belges.

### Bilan de la saison
| Championnat de Belgique de football 1900-1901 |                                  |
| Champion                                      | Racing Club Bruxelles (3e titre) |
| Dauphin                                       | Beerschot AC                     |
| Promotions et relégations                     |                                  |
| Promus en Division d'Honneur                  | Antwerp FC                       |
| Promus en Division d'Honneur                  | Union Saint-Gilloise             |
| Relégués                                      | aucun                            |